# Арсенин, Дмитрий Дмитриевич
Дмитрий Дмитриевич Арсенин (16 марта 1926 ― 10 декабря 2001) ― советский и российский художник, участник Великой Отечественной войны, заслуженный художник РСФСР (1982).

## Биография
Родился 16 марта 1926 года в деревне Дмитриевская Слобода, ныне Муромского района Владимирской области. Мать, Мария Васильевна, солистка, обладала очень красивым голосом, обучалась у Собинова; отец, Дмитрий Семёнович Арсенин, из рязанских крестьян, был военным врачом. В 1930-е годы его направили на работу главным санитарным врачом на строительство Горьковского автозавода, здесь семья и обосновалась.
В 1942 году, в возрасте пятнадцати лет, Дмитрий по направлению от комсомола отправляется на флот в Соловецкую школу юнг. После завершения обучения начинает службу электриком на миноносце «Громкий» Северного флота. Здесь же завязал дружбу с известным писателем Валентином Пикулем. Участник Великой Отечественной войны с 1943 года. Служил на Северном флоте до 1950 года.
После демобилизации в 1950 году, вернулся в Горький и поступил обучаться в Горьковское художественное училище, а затем поступил на графический факультет Института живописи, скульптуры и архитектуры имени И. Е. Репина. Завершив обучение стал художником — профессионалом.
Вёл преподавательскую деятельность в Горьковском художественном училище. Активно занимался графикой, живописью и монументальными работами, участник многих выставок различного уровня. Собирал и самостоятельные выставки работ. С 1965 года является членом Союза художников СССР. В 1982 году удостоен почётного звания «Заслуженный художник РСФСР».
В 1991 году стал основателем частной Нижегородской школы искусств и ремесел им. А. С. Пушкина «Изограф». Здесь обучались преимущественно дети-инвалиды и сироты. Работал в этой школе преподавателем и директором. В 1996 году представлен к награде орденом Милосердия от фонда «Дети России». В программе обучения этого учебного заведения: древнерусская живопись, керамика, графика.
В своих работах он обращается к творчеству А. С. Пушкина. Основа этого творчества — серия графических листов посвящена жизни и творчеству поэта. Арсенин выполнил монументальные росписи в Нижегородском оперном театре и кинотеатре «Орленок», мозаичное панно (смальта) в интерьере ресторана «Ока».
Проживал в городе Нижнем Новгороде. Умер 10 декабря 2001 года. Похоронен на Красном кладбище.

## Награды и звания
- Орден Отечественной войны II степени
- Медаль "За оборону Советского Заполярья"
- Медаль «За победу над Германией в Великой Отечественной войне 1941—1945 гг.»
- другими медалями
- Заслуженный художник РСФСР